# Янкович, Паун
Паун Янкович Бача (серб. Паун Јанковић Баћа; 1808, Смедерево — 25 июля 1865, Смедерево) — сербский юрист и политик; занимал посты министра внутренних дел, министра иностранных дел, министра финансов, министра юстиции, министра образования и премьер-министра Княжества Сербия; был одним из видных защитников Конституции 1838 года (см. Турецкий устав). Прозвище Бача (Бачушка) он получил от князя Милоша Обреновича, который называл его так из-за того, что Паун Янкович получил образование в Российской империи.